# 定食王
定食王（ていしょくおう、本名: 岡澤 創人（おかざわ はじめ）、1979年8月15日 - 2023年8月26日）は、日本の編集者、フードインスタグラマー、フードライター、デジタルマーケター。Hajimedia名義でも活動をしている。JSFA認定お米ソムリエ。

## 人物・経歴
愛知県名古屋市生まれ。名古屋市立榎小学校、桑名市立陵成中学校、高校ではイギリスWhickham Schoolへ留学。帰国後、三重県立四日市高等学校・国際科学コースを卒業。2003年に慶應義塾大学環境情報学部を卒業。株式会社光文社に入社。
光文社では「JJ」、「Gainer」編集部で、雑誌とウェブの編集を担当。その後、日本マイクロソフトでは「MSN」のエディター、「Windowsアプリ」に携わる。2014年からは「GQ JAPAN」のエディター、エディトリアルコーディネーターに就任。GQ 内のフードブログの執筆を行う。（現在は閉鎖されている）。BMW 「MINI Adventure 2015」インスタグラムを活用したダカール・ラリーの取材や、NYのインフルエンサー、ニック・ウースターとの対談トークショーなどのMCも勤めている。メディアとラグジュアリー業界での経験を生かし、2015年からはロレアルにおいて、シュウウエムラのインターナショナルデジタルマーケティングに携わる。2017年には、モードメディア・ジャパン（旧グラムメディア）のエディトリアル・オペレーションズディレクター兼、同社が運営する「GLAM」、「tend」、「BRASH」の3つのメディアの統括編集長に就任。米国本社の倒産に伴い退社。GREEの100%子会社、株式会社スリーミニッツで事業部長を務めた。
定食王（ていしょくおう）名義で、定食に特化したフードインスタグラマーとして活動を行なっており、インスタグラムでは「定食王 @teishoking」の他「@hajimedia.jp」名義でも活動。「東京カレンダー」の連載「グルメハッカーHが行く！」、「食べログマガジン」の連載「定食王が今日も行く！」「Retty News」へ「定食王」の名義で寄稿している。
またTBS系「マツコの知らない世界」では、白飯に合うロールキャベツの案内人として登場。

## 連載
- 『東京カレンダー』 - 「グルメハッカーHが行く！」
- 『食べログマガジン』 - 「定食王が今日も行く！」
- 『Retty News』ー「定食王ニュース」

## 出演
- 『マツコの知らない世界』（2019年12月18日）ロールキャベツの世界
- 『CanCam』 - 最強のおかず・ロールキャベツは肉料理？それとも野菜料理？
- 『ViVi』（2017年8月号）「インスタグラマーおすすめグルメアカウント」
- 『JJ』（2019年10月号）「NEXTタピオカを勝手に予想！」
- 『CREA』（2019年6月号）（2019年8・9月号）
- 『houzz』（2017年5月）
- 光文社 『re:sumica』 （2019年3月）
- 『GLAM』（2017年8月）